# 6206 Corradolamberti
6206 Corradolamberti eller 1985 TB1 är en asteroid i huvudbältet som upptäcktes den 15 oktober 1985 av den amerikanske astronomen Edward L.G. Bowell vid Anderson Mesa Station. Den är uppkallad efter den italienska astronomen Corrado Lamberti.
Asteroiden har en diameter på ungefär 5 kilometer och den tillhör asteroidgruppen Koronis.